# (129) Антигона
(129) Антиго́на (лат. Antigone) — астероид из группы главного пояса, который предположительно является одним из осколков ядра более крупного астероида типа Весты и, по данным радиолокационных наблюдений, содержит очень большую концентрацию никеля и железа.

Орбита астероида Антигона и его положение в Солнечной системе
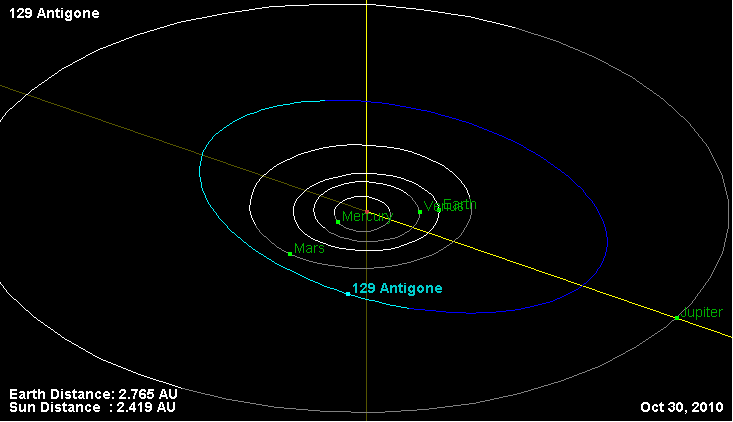
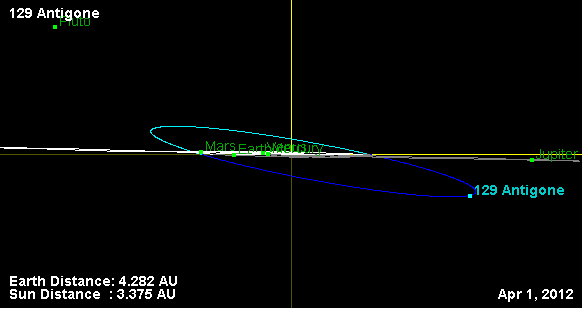

Антигона была открыта 5 февраля 1873 года германо-американским астрономом Кристианом Г. Ф. Петерсом в Клинтоне, штат Нью-Йорк и назван в честь фиванской принцессы Антигоны из древнегреческой мифологии.
Наблюдениями обнаружены значительные неоднородности в распределении химико-минералогического состава поверхностного вещества астероида, проявляющиеся при разных фазах вращения.